# Echte mannen eten geen kaas
Echte mannen eten geen kaas is het debuut van Maria Mosterd. Het boek verscheen op 14 februari 2008 bij Van Gennep in Amsterdam. Mosterds uitgever Chris ten Kate ontkent dat de boektitel is ontleend aan het boek Real Men Don't Eat Quiche (1982) van de Amerikaan Bruce Feirstein.

## Inhoud
In het boek beschrijft Mosterd hoe ze terechtkwam in de handen van een loverboy. Van haar twaalfde tot haar zestiende werd ze gedwongen seks te hebben met mannen en drugs te verhandelen. Later moest ze ook zelf meisjes ronselen. Vier jaar lang was ze samen met haar pooier en was ze, naar eigen zeggen, verslaafd aan hem. Al die tijd zouden noch haar school, noch haar moeder op de hoogte zijn geweest. Nadat ze tijdens een weekend werd verkracht, werd een docent "wakkergeschud" en werd er een eind gemaakt aan haar situatie.

## Bestseller
Op 9 september 2008 werd bekendgemaakt dat het boek tot de zes bestverkochte boeken van het jaar behoorde. Op 23 juli 2009 werd bekend dat scholieren van de nieuwste boeken het liefste Mosterds debuut lazen voor hun boekenlijst.

## Betrouwbaarheid
Over het waarheidsgehalte van Mosterds beschreven ervaringen zijn de meningen in de media verdeeld. 
Hoewel het volgens Mosterd zelf haar vier jaar durende ervaringen met haar pooier beschrijft, is het volgens o.a. Ansou Keita en Peter R. de Vries grotendeels verzonnen.
Echte mannen eten geen kaas kreeg positieve recensies van onder meer Vrij Nederland, nrc.next en het Algemeen Dagblad en in hun televisieprogramma's toonden onder andere Matthijs van Nieuwkerk, Robert Jensen, Paul Rosenmöller en Andries Knevel zich onder de indruk van de beschreven gebeurtenissen.
Anderzijds wordt er door verschillende journalisten aan getwijfeld of álles wel zo gebeurd is als Mosterd beschrijft, met als argument dat volgens hun onderzoek bepaalde van haar beschreven beweringen in tijd en ruimte moeilijk te bewerkstelligen zouden zijn of in sommige gevallen tegenstrijdig zouden zijn met bijvoorbeeld verklaringen van anderen. Tegen de vermeende loverboy is geen aangifte gedaan en het Openbaar Ministerie heeft nooit een onderzoek naar hem ingesteld. Tijdens een door Mosterd in 2009 tegen haar middelbare school aangespannen proces bleek dat ze in het eerste schooljaar, toen ze door de loverboy zou zijn geronseld, niet als afwezig genoteerd was. Ook in de andere jaren was het aantal spijbeluren niet buitenproportioneel hoog. Columnist Özcan Akyol publiceerde zijn twijfel over het verhaal van Maria Mosterd in mei 2009 op zijn website. In mei 2010 kwam een boek van Hendrik Jan Korterink over Mosterds beweringen uit onder de titel Echte mannen eten wél kaas. Volgens Korterink is het boek verzonnen en bevat het broodjeaapverhalen. In een uitzending op 9 mei 2010 haalde Peter R. de Vries diverse getuigen en schriftelijke bewijzen, onder meer uit het politieonderzoek, aan, aan de hand waarvan hij concludeerde dat Mosterds verhaal grotendeels fictie is en feitelijk niet waar kan zijn. Onder de getuigen waren vriendinnen van Mosterd, die verklaarden dat Maria op de middelbare school nauwelijks spijbelde en gekenmerkt werd door een rijke fantasie. Ook verschillende rechtspsychologen twijfelden in het programma openlijk aan de betrouwbaarheid van het boek.